# علم التشريح السريري
علم التشريح السريري (بالإنجليزية: Clinical Anatomy)‏ هو جريدة طبية تمت مراجعتها من قبل الأقران تغطي علم التشريح من جميع جوانبه - العياني والنسيجي والتنموي والعصبي- وتطبيقاته على الممارسة الطبية. كما أن هذه الجريدة هي المنشور الرسمي للرابطة الأمريكية لعلماء التشريح السريري، والجمعية البريطانية لعلماء التشريح السريري، والرابطة الأسترالية والنيوزيلندية لأخصائيي التشريح السريري، وجمعية التشريح في جنوب أفريقيا.
وفقًا لتقارير الاستشهاد بالمجلات الأكاديمية، فإن المجلة لها عامل تأثير عام 2015 يبلغ 1.824، لتحتل المرتبة السادسة من بين 20 جريدة في فئة «التشريح والمورفولوجيا».